# Kim Soo-kyung
Kim Soo-kyung, född den 20 augusti 1979, är en sydkoreansk före detta basebollspelare som tog brons för Sydkorea vid olympiska sommarspelen 2000 i Sydney.